# Nacho Canut
Ignacio Canut Guillén, más conocido como Nacho Canut (Valencia, 5 de junio de 1957), es un compositor y bajista español.
Durante toda su carrera musical ha cosechado éxitos como: «Bailando» (1982), «Ni tú ni nadie» (1984), «A quién le importa» (1986) o «Retorciendo palabras» (2004).

## Carrera musical
Es hijo del doctor y dentista Juan Canut Brusola.

### 1977-1982: Inicios con Kaka de Luxe, Alaska y los Pegamoides y Parálisis Permanente
En 1977, Nacho Canut inició su carrera musical con el grupo Kaka de Luxe, una banda pionera en España del punk rock formada por Enrique Sierra, Alaska, El Zurdo, Carlos Berlanga y él mismo. En poco tiempo, el grupo lanzó un EP homónimo, Kaka de Luxe, pero a comienzos de 1978 se disolvió, lo que propició la creación de varios proyectos musicales. Entre estos, destacaron Paraíso, con quienes posteriormente publicaría un EP compartido titulado Kaka de Luxe/Paraíso, así como Alaska y los Pegamoides y Radio Futura. Nacho, junto a Carlos Berlanga, Alaska y Manolo Campoamor, continuó su carrera con los Pegamoides. No obstante, la partida de Manolo Campoamor como vocalista principal condujo a la decisión de que Alaska asumiera dicho rol, acompañada por Berlanga. Se incorporaron además Ana Curra en los teclados y Eduardo Benavente en la batería, completando así la formación definitiva del grupo. El grupo firmó con el sello discográfico Hispavox, y, aunque con ciertas reservas, lanzaron el sencillo «Horror en el hipermercado», producido por Julián Ruiz. Influenciados por las tendencias siniestras que llegaban del Reino Unido, como las de grupos tales como Siouxsie & The Banshees o Killing Joke, los miembros del grupo incorporaron esos elementos en su sencillo «Otra dimensión» y en sus trabajos posteriores. Paralelamente, Eduardo Benavente, Ana Curra y Nacho formaron un proyecto paralelo de post-punk denominado Parálisis Permanente; sin embargo, Nacho abandonó la formación en sus primeros momentos.
En 1982, Carlos Berlanga abandonó temporalmente el grupo, lo que permitió a Pegamoides lanzar su único gran éxito, «Bailando», gracias al apoyo decidido de la discográfica. Esta canción alcanzó un notable éxito, lo que llevó a Hispavox a publicar finalmente el esperado álbum Grandes éxitos, que había sido planeado desde años atrás. Mientras tanto, Ana Curra y Eduardo Benavente se encontraban más volcados en su proyecto paralelo, Parálisis Permanente, y Berlanga formó Dinarama junto a Nacho. Por su parte, Alaska decidió realizar algunos conciertos finales y lanzar un flexi. Tras la disolución del grupo, la discográfica publicó un pequeño recopilatorio titulado Alaska y los Pegamoides

### 1982-89: Con Alaska y Dinarama y Los Vegetales
La marcha de Carlos Berlanga de Alaska y los Pegamoides marcó el inicio de un nuevo proyecto, Dinarama, que formó junto a Nacho Canut. A finales de 1982, Alaska se unió al grupo, inicialmente como colaboradora en algunos conciertos. Durante la ausencia de Carlos, quien se alistó en el servicio militar, comenzaron a grabar Canciones profanas (1983), del cual se publicaron sencillos como «Perlas ensangrentadas» y «Rey del Glam». 
En 1984, el grupo se consolidó bajo el nombre de Alaska y Dinarama y lanzó su álbum más exitoso, Deseo carnal. Este trabajo adoptó un estilo más sofisticado, fusionando la música disco y el synth pop, como se refleja en los sencillos «Cómo pudiste hacerme esto a mí» y «Un hombre de verdad». Muchos atribuyen el éxito del álbum a la destacada promoción en el programa infantil La bola de cristal, presentado por Alaska. En este álbum se encuentra uno de sus mayores éxitos se encuentran «Ni tú ni nadie». En 1985, el grupo inició una gira por Latinoamérica sin ningún tipo de apoyo o promoción, lo que provocó que la discográfica se apresurara a organizar su respaldo. Paralelamente, Nacho, junto a su hermano, formó el grupo de punk rock Los Vegetales, que se presentó como telonero del grupo Los Nikis. En 1986, Alaska y Dinarama se inspiraron en el sencillo «You Spin Me Round (Like a Record)» de Dead or Alive para la producción de No es pecado, de cuyo álbum se extrajo el éxito «A quién le importa», seguido de otros sencillos como «La funcionaria asesina». Ante la caída en las ventas, Hispavox decidió realizar una recopilación de canciones menos conocidas del grupo para conmemorar los diez años de carrera de Carlos, Alaska y Nacho. El álbum, titulado Diez, fue lanzado en 1987, junto con las remezclas de «Bailando», el éxito de Pegamoides.
Tras finalizar una etapa de giras con Dinarama, Canut lanzó el primer sencillo con Los Vegetales, «Gallinas gigantes con metralletas», y comenzó a aportar algunas maquetas para el nuevo álbum de Dinarama, Fan fatal, del cual se extrajo el primer sencillo «Mi novio es un zombi». Con la falta de ideas para nuevas canciones, el grupo se dejó influenciar por el acid house y el uso del sample para la producción de sus temas. En este contexto, lanzaron una versión del tema de Parálisis Permanente «Quiero ser santa», que recibió buenas críticas. Finalmente, el último sencillo del grupo fue «Descongélate». Alaska y Dinarama puso fin a su andadura en el verano de 1989, y en octubre, Alaska y Nacho formaron Fangoria, un grupo influenciado por la música electrónica de la época.

### 1989-presente: Con Fangoria
Fangoria se presentó en la fiesta de "Halloween II" y más tarde hizo una colaboración en televisión con Paco Clavel. En enero de 1990 son contratados para el festival de "Iberpop" interpretando algunas canciones de Dinarama y dos canciones inéditas. A finales del año lanzaron el sencillo «En mi prisión» del álbum Salto mortal (1991) bajo el sello de Hispavox, que más tarde, tras los lanzamientos de «Hagamos algo superficial y vulgar» y «Punto y final», decide expulsarlos de la discográfica.
Tras la expulsión de la compañía discográfica, Fangoria crea un nuevo estudio de grabación llamado "Vulcano" donde se empieza a experimentar con una serie de discos. El estudio estaba abierto a grupos que le interesaran a Alaska y Nacho, además lanzaron el EP Un día cualquiera en Vulcano S.E.P. 1.0 (1992) del que se extrae «Sálvame» y la versión de Killing Joke «El dinero no es nuestro dios». Un año después lanzan la segunda parte de la trilogía, Un día cualquiera en Vulcano S.E.P. 2.0. Gracias a la profesión alternativa de DJ y a las salas "Stella" y "Morocco", Alaska y Nacho obtienen la financiación suficiente para la grabación de su nuevo disco y para el lanzamiento de «En la Disneylandia del amor». Con el poco presupuesto del grupo y la poca iniciativa de Warner Music Group, firman con la discográfica Running Circle para lanzar Un día cualquiera en Vulcano S.E.P. 3.0. De este álbum solo se lanza como sencillo «Dios odia a los cobardes». Para finalizar la etapa Vulcano lanzan un EP de remezclas, A la felicidad por la electrónica, del que también se extra un maxisencillo.
El mismo director del videoclip de «Sálvame» estaba en proceso de dirigir la película La lengua asesina, y para ello quería que Fangoria participase en la banda sonora original junto a otros artistas, como su antiguo compañero Carlos Berlanga· Para una mayor promoción se lanza el sencillo «La lengua asesina» en 1996. También participan en la banda sonora de 101 Dalmatas: Más vivos que nunca con el sencillo «Cruella de Vil» en 1997. Además del publican un EP en colaboración de Actibeat para un exposición de arte, Sonidos para una exposición. En Navidad de 1998, recopilan todos las versiones que han hecho desde 1991 con varios artistas para el "Club Fan Fatal". Este álbum solo era exclusivo para los socios del club pero en 2003 se puso a la venta en las tiendas.
En 1999 publican su segundo álbum de estudio después de casi diez años, Una temporada en el infierno el que tiene muy buena recepción por el público. Se publican «Electricistas» y «Me odio cuando miento». Un año después lanzaron el álbum de remezclas El infierno son los demás y participaron por segunda vez en el festival Sónar. Aprovechando la buena recepción de su último disco, lanzan Naturaleza muerta aunque antes publican el exitoso «No sé qué me das» bajo el sello Subterfuge Records. De este buen álbum sale a la venta como sencillo «Hombres», «Eternamente inocente» y finalmente «Más que una bendición», que solo estuvo a la venta en el Club Fan Fatal. Por otro lado, produjo a la artista Tamara con alguno de sus amigos como Carlos Berlanga o Luis Miguelez. En 2003 lanza el recopilatorio Dilemas, amores y dramas y una recopilación de la trilogía Vulcano, Un día cualquiera en Vulcano.
En 2004 se dejan influenciar por un museo de Chicago y crean Arquitectura efímera, quizás su álbum más exitoso debido a la buena acogida los sencillos: «Retorciendo palabras», «Miro la vida pasar», «La mano en el fuego» y «Entre mil dudas». Todos los sencillos obtuvieron muy buenas críticas y por ello, en 2005, lanzan una edición especial Arquitectura efímera deconstruida y unas remezclas de Naturaleza muerta: Naturaleza muerta remixes. En 2006, lanzan El extraño viaje, del que se publican singles como «Criticar por criticar» o «Ni contigo ni sin ti».  Gracias a la buena acogida del álbum, de nuevo el grupo se decanta por lanzar una reedición, en este caso El extraño viaje revisitado con las colaboraciones de artistas de la talla de Julieta Venegas o Mägo de Oz. En 2007, lanzan su primer álbum en vivo, ¡Viven! y un año después regalan en la gira Lámparas y xilófonos un EP con versiones de Nancys Rubias, Alaska y Dinarama y La Prohibida. En 2008, Fangoria también fue invitada al famoso baile de la rosa en el que se homenajeaba a la Movida madrileña. Allí se encontraban para representarla Alaska y el director de cine Pedro Almodovar.

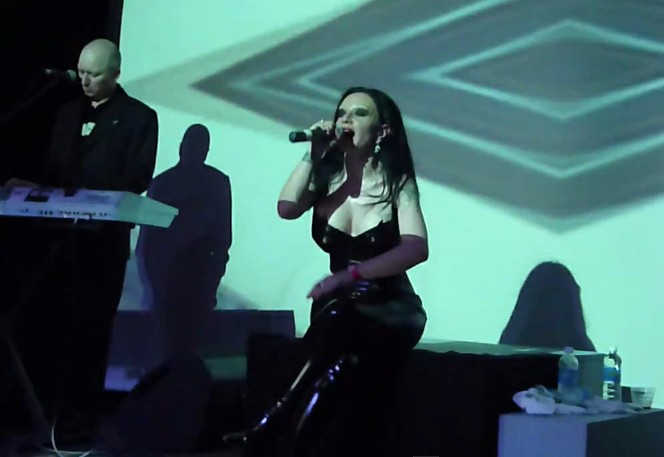
Fangoria actuando en la Gira Absolutamente

Absolutamente fue un álbum concebido en homenaje a las mayores influencias del grupo, que son Andy Warhol, que aporta el plateado y el blanco y negro de su "Factory" al álbum y la colaboración con Sigue Sigue Sputnik como productores. Del siguiente disco se publican como singles «Más es más» y «La pequeña edad de hielo». Además publicaron una reedición del álbum, Completamente que incluye la famosa colaboración con Sara Montiel en el vídeo musical de «Absolutamente». En 2010, como conmemoración a los 20 años del grupo vuelven a grabar algunos de las canciones más conocidas de su etapa con Pegamoides y Dinarama, además de recopilar todos sus singles como Fangoria y algunas rarezas en el DVD de El paso trascendental del vodevil a la astracanada. Fangoria crea una gira por toda España que dura hasta 2011 y de su último concierto graban un álbum en vivo Operación Vodevil.
En 2013, publican Cuatricromía, un álbum que recoge cada pilar característico de Fangoria, como el negro que hace referencia a un sonido más oscuro o el azul al pop. Cada uno de estos estilos están recogidos en diferentes EP, cada uno producido por diferentes productores como el guitarrista de Siouxsie And The Banshees, Jon Klein o de nuevo Sigue Sigue Sputnik. Se lanza como primer sencillo «Dramas y comedias» producida por Guille Milkyway del grupo La Casa Azul. En verano del mismo año lanzaron como segundo sencillo «Desfachatez» y a principios de 2014 «Antes o después» que ya estaba incluido en Policromía, publicado en diciembre de 2013.

## Discografía
| Con Kaka de Luxe - Kaka de Luxe (EP) (1977) - Kaka de Luxe/Paraíso (1978) - Las canciones malditas (1983) Con Alaska y los Pegamoides - Grandes éxitos (1982) Con Alaska y Dinarama - Canciones profanas (1983) - Deseo carnal (1984) - No es pecado (1986) - Fan fatal (1989) Con Los Vegetales - 'Canciones desde la tumba 1985-1990 (1996) Con Intronautas - Nunca conocí a Liberace (1994) - Comunión (1995) - Las canciones que les convirtieron en lo que son (1995) - El tercer ojo (1998) | Como Calígula 2000 - Los 5000 dedos del Doctor C (1995) - Mar i nit (1996) - Spicnic a 1000 por hora (1998) - Apoptosis (1999) - Yo soy Dios (2005) Como Jet 7 - El baúl de los Horror (Baby Horror vs Jet 7) (2005) - Informalismo abstracto (Una remezcla de remezclas) (2006) - Reconstructivismo exacto (Una remezcla de remezclas 2) (2007) - Plan B (2008) - Cactus (2010) - Electroconvulcionismo compacto (Una remezcla de remezclas 3) (2011) - Aedificum Tehnicae (2017) | Con Fangoria - Salto mortal (1991) - Una temporada en el infierno (1999) - Naturaleza muerta (2001) - Arquitectura efímera (2004) - El extraño viaje (2006) - Absolutamente (2009) - Cuatricromía (2013) - Canciones para robots románticos (2016) - Extrapolaciones y dos preguntas 1989-2000 (2019) - Extrapolaciones y dos respuestas 2001-2009 (2019) |